# Juan Ortega Pardo
Juan Ortega Pardo (Sevilla, 8 de octubre de 1990) es un torero español en activo que tomó la alternativa en 2014 en Pozoblanco.

## Biografía
Juan Ortega nació en Sevilla en octubre de 1990, se inició profesionalmente en la Escuela taurina de Córdoba con tan solo 9 años.
Se graduó en Ingeniería Agrónoma en la Universidad de Córdoba.

## Carrera profesional

### Novillero
Realizó su debut en público el 15 de abril de 2006 en la plaza de toros de la Escuela Taurina de Camas.
Temporada 2011
Debutó con picadores en la Plaza de toros de Córdoba con motivo de la Feria de la Salud el 16 de mayo de 2011 estando acartelado junto a Juan del Álamo y Víctor Barrio lidiando novillos de la ganadería Fuente Ymbro al que le corto una oreja.
Temporada 2012
Se presenta en la Maestranza el 7 de junio de 2012 completando cartel Sergio Flores y Rafael Cerro con novillos de Montealto, en el primer toro saludo y en el segundo se llevó una ovación.
Hizo su presentación en Las Ventas como novillero con picadores el 15 de julio de 2012, teniendo de compañeros de cartel a Manuel Dias Gomes y Luis Miguel Castrillón con novillos de la ganadería Luis Algarra, al entrar a matar el primero de su lote se llevó una cornada pero no se fue a la enfermería tras torear el quinto novillo, en el primer novillo se llevó una ovación y en el segundo fue silenciado.
El 29 de julio volvió a torear en las Ventas como finalista del certamen de novilladas nocturna compartiendo cartel junto a Juan Viriato y Juan Leal con novillos de Garcigrande.
Se proclama triunfador del XIII Alfarero de Oro de Villaseca de la Sagra tras cortar 3 orejas el 6 de septiembre.
El 1 de octubre torea en Arnedo y se lleva el trofeo al mejor toreo de capote.
Temporada 2013
Torea una tarde en la Maestranza, el 28 de abril junto a Román y Lama de Góngora con novillos de Núñez del Cuvillo, y dos tardes y Madrid, la primera el 18 de agosto junto a Mazzantini y José Ignacio Rodríguez con novillos de Julio de la Puerta, dio una vuelta al ruedo, la segunda tarde fue con motivo de la Feria de Otoño estando acartelado junto a Javier Jiménez y Sergio Felipe con novillos de El Ventorrillo.
Temporada 2014
Se despide de novillero el 30 de marzo en las Ventas y el 18 de mayo en Sevilla.

#### Estadísticas
| Año  | Festejos | Reses lidiadas | Orejas | Rabos | Indultos |
| ---- | -------- | -------------- | ------ | ----- | -------- |
| 2011 | 8        | 16             | 7      | 0     | 0        |
| 2012 | 20       | 40             | 25     | 0     | 0        |
| 2013 | 14       | 29             | 17     | 3     | 0        |
| 2014 | 5        | 10             | 6      | 0     | 0        |

### Alternativa
Temporada 2014
Tomó la alternativa en la Plaza de toros de Pozoblanco (Provincia de Córdoba) el 27 de septiembre de 2014 teniendo de padrino a Enrique Ponce y de testigo a José María Manzanares lidiando toros de Zalduendo.
Temporada 2016
Confirmó su alternativa en Madrid el 20 de marzo de 2016 teniendo de padrino a Curro Díaz y de testigo a David Galván con toros de Gavira.
Temporada 2018
Corta una oreja en las Ventas en la tarde del 15 de agosto.
Temporada 2019
Torea 4 tardes en las Ventas.

#### Estadísticas
| Año  | Festejos | Reses lidiadas | Orejas | Rabos | Indultos |
| ---- | -------- | -------------- | ------ | ----- | -------- |
| 2014 | 1        | 2              | 2      | 0     | 0        |
| 2015 | 7        | 14             | 13     | 0     | 0        |
| 2016 | 1        | 2              | 0      | 0     | 0        |
| 2017 | 2        | 4              | 4      | 0     | 0        |
| 2018 | 4        | 8              | 6      | 0     | 0        |
| 2019 | 12       | 23             | 4      | 0     | 0        |